# Mijhing
Mijhing (en népalais : मिझिङ) est un comité de développement villageois du Népal situé dans le district de Rolpa. Au recensement de 2011, il comptait 7 508 habitants.